# Sziki-szökevény
A Sziki-szökevény (eredeti cím: Wrongfully Accused) 1998-ban bemutatott német–amerikai filmvígjáték, melyet Pat Proft rendezett. A főbb szerepekben Leslie Nielsen, Richard Crenna és Kelly LeBrock látható. 
Számos filmet kiparodizál, köztül A szökevény (1993) című akciófilmet is.

## Cselekmény
Ryan Harrison világhírű hegedűművész koncertet ad. Azt ezt követő partin találkozik a fellépéseit szponzoráló milliomossal, Hibbing Goodhue-val, annak csábító feleségével, Laurennel, illetve a férfi szeretőjével, Cass Lake-kel is.
Másnap Harrison az autójában egy üzenetet talál, melyben Lauren a Goodhue rezidenciába invitálja. Itt belebotlik Sean Laughrea-ba, aki egy ismeretlen tettestárs segítségével épp végzett Goodhue-val. A hegedűművész verekedésbe keveredik a félszemű, féllábú és félkarú gyilkossal, majd egy ütéstől eszméletét veszti. Felébredve a rendőrség letartóztatja Goodhue megölésének vádjával. Hogy ártatlanságát bizonyítsa, Harrison  megszökik a börtön felé tartó rabszállító járműből, nyomában az elszánt Fergus hadnaggyal.
Harrison innentől mindent megtesz, hogy tisztázza nevét, és megmentse az ENSZ-főtitkárt, aki ellen merényletet terveznek Goodhue gyilkosai.

## Szereplők
| Szerep                       | Színész         | Magyar hang         |
| ---------------------------- | --------------- | ------------------- |
| Ryan Harrison                | Leslie Nielsen  | Sinkó László        |
| Fergus Falls hadnagy         | Richard Crenna  | Gruber Hugó         |
| Lauren Goodhue               | Kelly LeBrock   | Zsolnai Júlia       |
| Cass Lake                    | Melinda McGraw  | Mics Ildikó         |
| Hibbing Goodhue              | Michael York    | Balázsi Gyula       |
| Dr. Fridley                  | Sandra Bernhard | Orosz Anna          |
| Sean Laughrea                | Aaron Pearl     | Zágoni Zsolt        |
| Tina Bagley őrmester         | Leslie Jones    | Rácz Kati           |
| Orono őrmester               | Benjamin Ratner | Kálloy Molnár Péter |
| Sir Robert McKintyre         | Gerard Plunkett | Uri István          |
| McMacDonald őrmester         | Duncan Fraser   |                     |
| önmaga                       | John Walsh      |                     |
| Hannigan rendőrfelügyelő     | Maury Hannigan  | Kardos Gábor        |
| Hangosbemondó a kosármeccsen | Chick Hearn     |                     |
| Roman                        | Alex Diakun     | Szélyes Imre        |

## Parodizált filmek
A film egésze főként A szökevény című akciófilm paródiája, melynek főszereplője Harrison Ford (erre utal Leslie Nielsen karakterének, Ryan Harrisonnak a neve is). Ám a film számos további, nagysikerű filmnek és televíziós sorozatnak állít görbe tükröt egy-egy jelenet erejéig. Ezek a következők:
- Férfias játékok
- Végveszélyben
- A rakparton
- Star Wars V. rész – A Birodalom visszavág
- A Keresztapa
- Casablanca
- Összeomlás
- Ben-Hur
- Piszkos Harry
- Superman
- A rettenthetetlen
- Baywatch
- Észak-Északnyugat
- Drágán add az életed!
- Mission Impossible
- Titanic
- Charlie angyalai
- Végzetes vonzerő
- Hétévi vágyakozás
- A máltai sólyom
- Vissza a jövőbe
- A nagy szívás
- Ace Ventura 2. – Hív a természet
- Baseball álmok
- A kukorica gyermekei
- Közönséges bűnözők
- Vészhelyzet
- Anakonda
- Michael Flatley előadásai

## Bemutató és fogadtatás
A filmet 1998. július 23-án, Németországban mutatták be először. Augusztus 21-én 2062 moziban játszották le, összesen 3 504 630 dollárt termelt a nyitóhétvégén, vagyis átlagosan 1700 dollárt filmszínházanként. A Sziki-szökevény összesen 9 623 329 dolláros bevételt ért el.
A film leginkább negatív kritikákat kapott. A Rotten Tomatoes oldalán 33 kritika alapján 18%-os értékelésen áll.